# Acraea ansorgei
Acraea ansorgei är en fjärilsart som beskrevs av Grose-smith 1898. Acraea ansorgei ingår i släktet Acraea och familjen praktfjärilar. Inga underarter finns listade i Catalogue of Life.